# Sinopharm Group
Die Sinopharm Group ist ein chinesisches Pharmaunternehmen. Die Muttergesellschaft der Sinopharm Group war Sinopharm Industrial Investment, ein 51 zu 49-Joint Venture zwischen der staatlichen China National Pharmaceutical Group und der privaten Fosun Pharmaceutical.
Die Sinopharm-Gruppe erforscht und entwickelt, produziert, vertreibt und vermarktet Arzneimittel und andere Gesundheitsprodukte. Die Sinopharm Group verwaltet Fabriken, Forschungslabors, Plantagen der traditionellen chinesischen Medizin sowie Marketing- und Vertriebsnetzwerke, die sich über ganz China erstrecken.
Seit 2009 ist die H-Aktie des Unternehmens an der Hongkonger Börse notiert. Der Börsengang betrug 16 HK-Dollar je Aktie. Die Tochtergesellschaft der Sinopharm Group, Sinopharm CNMC, und Sinopharm Accord fungierten als Gegenstück der A-Aktie. Die A-Aktie der Sinopharm Group selbst war jedoch nicht notiert.
Die Sinopharm-Gruppe lag 2017 auf Platz 194, 2020 auf Platz 169 unter den 500 umsatzstärksten Unternehmen weltweit.
Sinopharm hat mit BBIBP-CorV und WIBP-CorV zwei SARS-CoV-2-Impfstoffe entwickelt. Stand Ende März 2021 wurden von diesen Impfstoffen nach firmeneigenen Angaben weltweit 80 Millionen Dosen verabreicht. Im Mai 2021 erhielt der Impfstoff BBIBP-CorV eine Notfallzulassung der Weltgesundheitsorganisation.